# فرودگاه داراب
فرودگاه شهدای داراب فرودگاهی در ۱۱ کیلومتری جنوب غرب داراب، در استان فارس، ایران است. این فرودگاه دارای دو باند متقاطع است و در حال حاضر پروازی از آن صورت نمی‌گیرد ولی تلاش‌هایی برای احیای آن صورت گرفته است.

## تجهیزات
این فرودگاه هم‌اکنون دارای ساختمان‌های ناوبری، ایستگاه هواشناسی، پلیس فرودگاه، ایستگاه آتش‌نشانی و سوله ایمنی زمینی است. دو باند این فرودگاه دارای طولی ۱۷۰۰ و ۱۲۰۰ متری و عرضی ۳۰ متری هستند.